# Укреплённая церковь
Укреплённая церковь (нем. Wehrkirche) — церковь, которая благодаря своей конструкции и расположению может использоваться как фортификационное сооружение. В практике русского церковного строительства нет специального термина для построек такого типа. Хотя в истории имеется немало примеров, когда население укрывалось в церквах, ища там спасения от неприятеля.

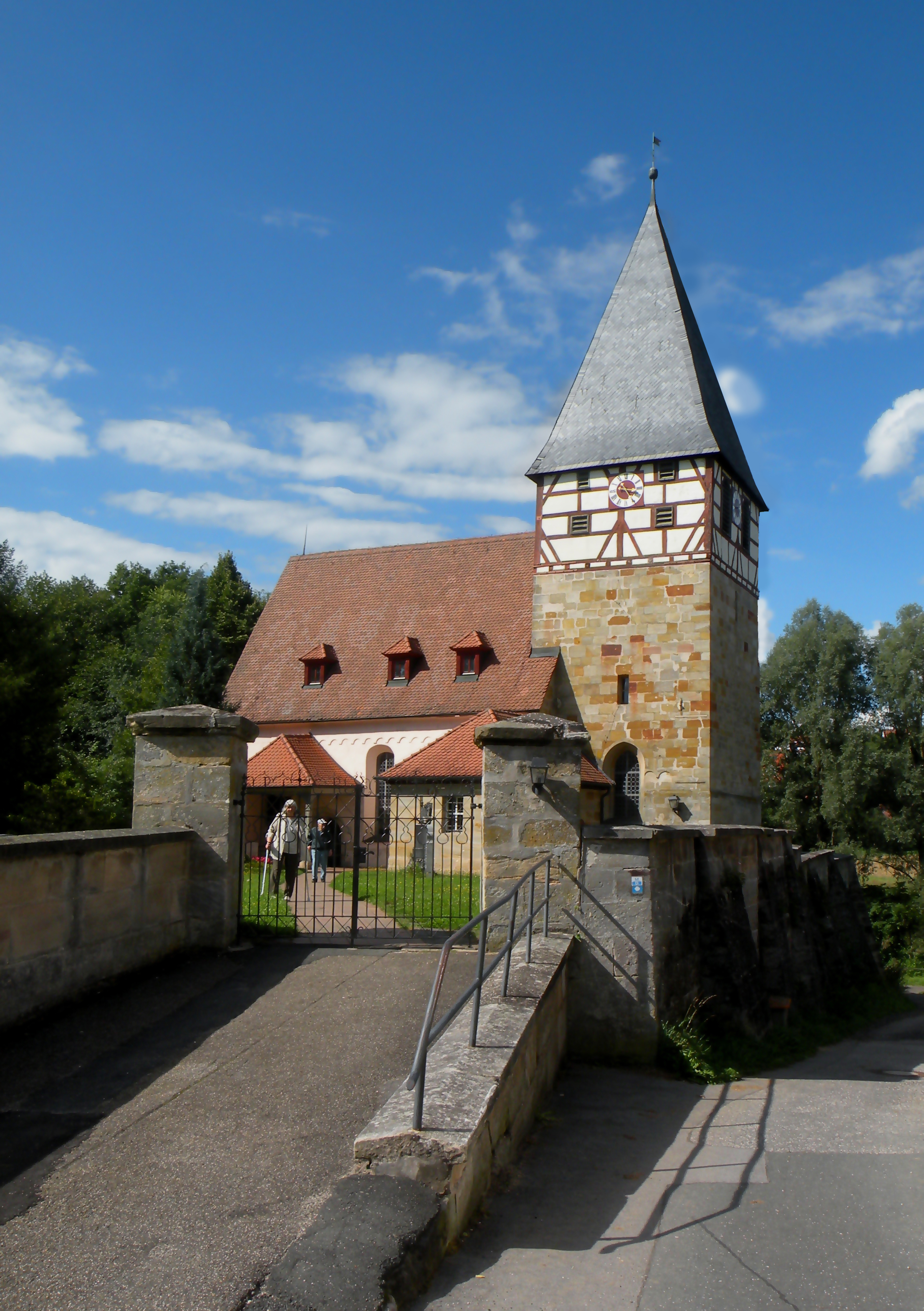
Укреплённая церковь Св. Михаила в городке Раш

 Церкви такого типа начали строить в Европе в Средние века в эпоху, когда ещё не получило широкого применения огнестрельное оружие, внесшее принципиальное изменение в принципы фортификации. Иногда такие церкви окружались крепостной стеной с башнями, рвом и прочими оборонительными элементами. В пределах этой стены нередко располагалось и кладбище.

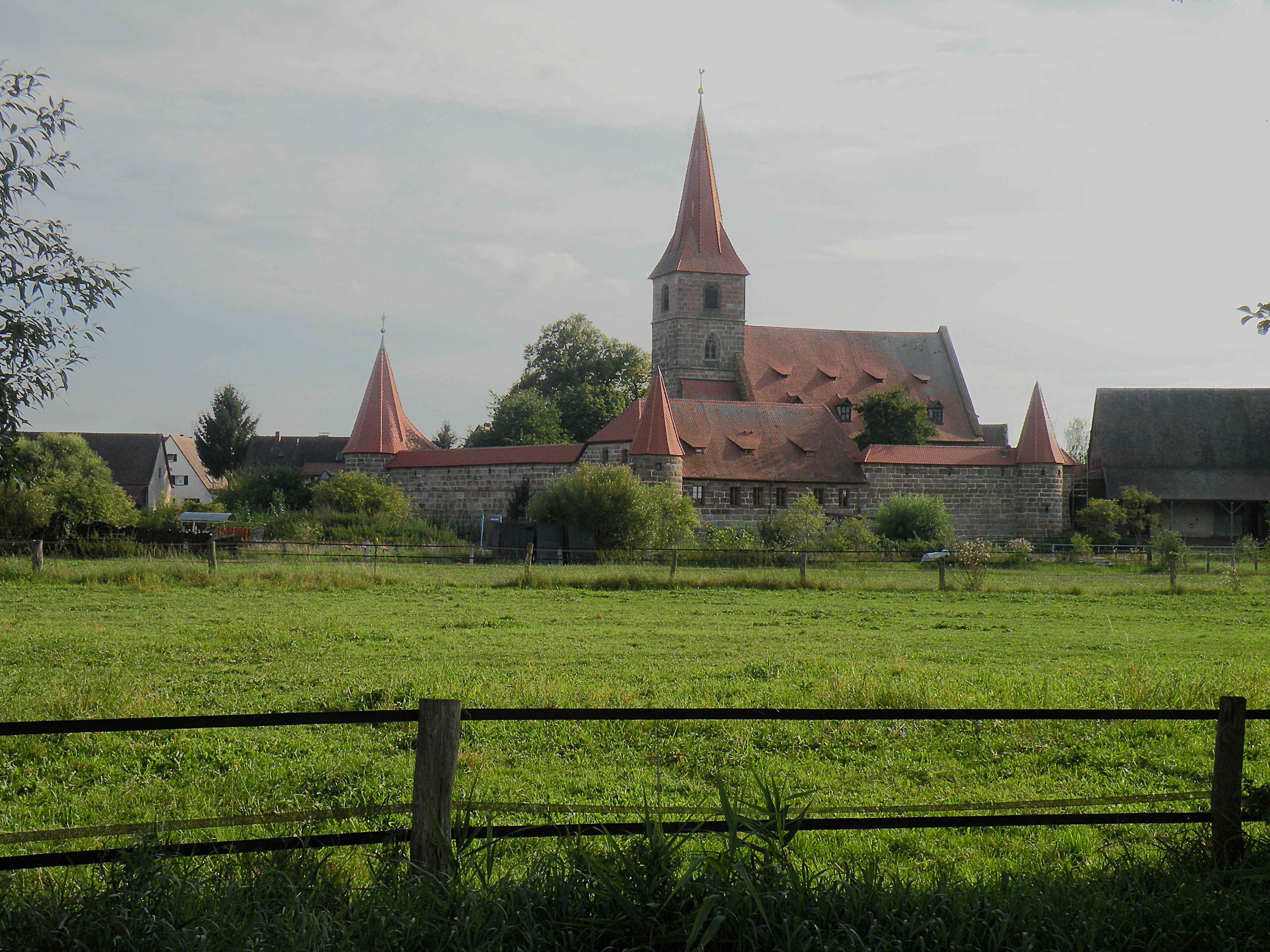
Укреплённая церковь Св. Георгия

Типичным образцом такого сооружения является укреплённая церковь, посвящённая Св. Георгию в посёлке Крафтсхоф (нем. Kraftshof) к северу от аэропорта Нюрнберга. Она окружена со всех сторон стеной с башнями, вход защищает надвратное сооружение, а внутри находится заброшенное кладбище.
Примером укреплённой церкви является также церковь Св. Михаила в городке Раш (нем. Rasch) в 5 км от франконского города Альтдорфа. Эта окружённая стеной церковь известна с XI века. В пределах стены находится действующее кладбище. Вход на кладбище ранее производился сквозь ворота в башне, которая была разобрана в 1884 году.
Впоследствии эта церковь послужила прототипом для многих церквей региона.